# Friedrich Adolf Trendelenburg
Friedrich Adolf Trendelenburg (født 30. november 1802 i Eutin, død 24. januar 1872 i Berlin) var en tysk filosof. 
Trendelenburg studerede filosofi og filologi i Kiel, Leipzig og endelig i Berlin, hvor han tog doktorgraden og 1833 udnævntes til professor. Tredendelenburg var en fremragende forsker af Filosofiens historie, særlig den græske; 1833 udgav han Aristoteles’ skrift om Sjælen, og 1837 sine Elementa logices Aristotelicæ (mange senere Udg.; bearbejdet på tysk under titlen Erläuterungen zu den Elementen der aristotelischen Logik [1842]; hans betydeligste historiske arbejde er Historischen Beiträge zur Philosophie, I—III (1856—67), i hvis første bind findes Kategorilærens Historie. Ved sin historiske sans stod Tredendelenburg Hegelianismen nær, men ellers har han nået sin største berømmelse ved
en overordentlig klar og skarpsindig kritik af den Hegelske Logik. Som få andre har Tredendelenburg gennem sit erkendelsesteoretiske hovedværk Logische Untersuchungen, I—II (1840; 3. Udg. 1870) rejst de teoretiske problemer, hvis behandling førte ud over spekulationen og banede vej for den kritiske filosofi i 19. århundredes sidste halvdel. Sit eget system har Tredendelenburg for største delen bygget på Aristoteles, og han mener, skønt han tager afstand fra romantikernes naturfilosofi, som disse at kunne hævde en teleologisk naturopfattelse i lighed med den aristoteliske. I sit etiske hovedværk Naturrecht auf dem Grunde der Ethik (1860; ændret udgave 1868) går han, som i sine teoretiske arbejder, tilbage til den antikke filosofi og kommer herved også til at stå den Hegelske Etik nær. Blandt hans øvrige Skrifter må fremhæves Die sittliche Idee des Rechts (1849) og Kleine Schriften, I—II (1870). For den danske litteratur har Tredendelenburg fået en vis betydning ved sin Indflydelse på Søren Kierkegaards kritik af den Hegelske Metafysik (særlig afsluttende uvidenskabelig efterskrift [1846]).